# Fritz Nieden
Fritz Nieden est un zoologiste allemand né en 1883 à Elberfeld, sur lequel on dispose de peu d'éléments biographiques.
Il est l'auteur de nombreux articles et de quelques livres sur l'herpétofaune de l'Afrique.
Ainsi, il fait paraître en 1910 un livre sur les reptiles et les amphibiens du Cameroun, Die Reptilien (außer den Schlangen) und Amphibien Kamerum et en 1923, un livre sur les anoures : Anura I. Subordo Anglossa und Phaneroglossa.